# Naturschutzgebiet Auf dem Stein (Finnentrop)
Das Naturschutzgebiet Auf dem Stein ist ein 12,85 ha großes Naturschutzgebiet (NSG) südwestlich von Bamenohl in der Gemeinde Finnentrop im Kreis Olpe in Nordrhein-Westfalen. Es wurde 1985 vom Kreis Olpe mit dem Landschaftsplan Nr. 3 Attendorn-Heggen-Helden als NSG ausgewiesen. An der Nordostgrenze des NSG liegt die Ruhr-Sieg-Strecke und dahinter die Lenne.

## Gebietsbeschreibung
Beim NSG handelt es sich um die bewaldete ost- bis nordostexponierte steile Hangzone des Berges Auf dem Stein zur Lenne. Der Hang ist örtlich von Felsen durchsetzt. An den Felsen wachsen besondere Kleinfarne, darunter ein großer Bestand vom Straußfarn. Der dortige Lennesteilhang weist artenreiche und schutzwürdige Waldgesellschaften wie Schluchtwald, Schatthangwald und Auwald mit Klein- und Sonderbiotopen wie Felsen und Kleingewässer auf. Wobei sich der Erlen-Auwald am dem Lennesteilhang vorgelagertem Lenne-Auensaum befindet.

## Schutzzweck
Die Ausweisung als Naturschutzgebiet erfolgte wegen des Waldes mit Schluchtwald-Relikten und Erlen-Auenwald und dem dortigen Arteninventar insbesondere die spezifischen Kleinfarn-Gesellschaften. Wie bei allen Naturschutzgebieten in Deutschland wurde in der Schutzausweisung darauf hingewiesen, dass das Gebiet „wegen der Seltenheit, besonderen Eigenart und Schönheit des Gebietes“ zum Naturschutzgebiet wurde.